# Gertrud Bing
Gertrud Bing (Amburgo, 7 giugno 1892 – Londra, 3 luglio 1964) è stata una storica dell'arte tedesca.
Dal 1921/22, dopo essersi diplomata all'università di Amburgo, collaborò con Aby Warburg ad Amburgo, e dal 1933/1934 a Londra. Succedendo a Fritz Saxl (1890-1948) e Henri Frankfort (1897-1954), dal 1955 diresse il Warburg Institute, che dal 1944 fu annesso all'Università di Londra. Nel 1959 andò in pensione. Una biografia di Warburg, a cui lavorò per decenni, rimase incompiuta.